# Ülker Gençlik ve Spor Kulübü
Ülker Gençlik ve Spor Kulübü ili kraće Ülkerspor bivši je turski košarkaški klub iz Istanbula.

## Povijest
Osnovan je 1993. a rasformiran 2006. godine. 
Korijeni ovog kluba su iz 1975., kad je osnovano ovo športsko društvo. Košarkaški je odjel stvoren 1993. kad je kupljeno mjestu u turskoj ligi od Nasaşspora.
Klub je osvojio nekoliko naslova turskog prvaka 1995., 1998., 2001. i 2006. godine. Za nj su igrala poznata igračka imena kao što su Harun Erdenay, İbrahim Kutluay, Michael Anderson, Orhun Ene, Kevin Rankin, Mirsad Türkcan, Serkan Erdoğan, Efthimios Rentzias , Petar Naumoski i dr.
Bio je redovnim sudionikom najboljih 16 u pet uzastopnih sezona europske košarke. Najdalje je došao 2005. kad ga je u četvrtzavršnici izbacio ruski klub CSKA iz Moskve. Ülkerspor je još osvojio pet kupova turskog predsjednika te tri turska kupa od 2001. i 2005. 
2006. je godine pokrovitelj kluba, tvrtka Ülker  koja je bila i vlasnica kluba, odlučila ugasiti klub te sponzorirati druge košarkaške klubove. Njegov nasljednik bio je mali klub Alpella. 

## Naslovi
- prvaci (4): 1995., 1998., 2001., 2006.[1]

- prvaci turskog kupa (3): 2003., 2004., 2005.[2]

- Kup predsjednika Turske (6): 1995., 2001., 2002., 2003., 2004., 2005.[3]